# Komorniki (Jasieniec-Maziarze)
Komorniki – część wsi Jasieniec-Maziarze w Polsce położona w województwie mazowieckim, w powiecie radomskim, w gminie Iłża.
W latach 1975–1998 Komorniki administracyjnie należały do województwa radomskiego.